# أوتيس ر بوين
أوتيس ر بوين (بالإنجليزية: Otis R. Bowen) (و. 1918 – 2013 م) هو سياسي من الولايات المتحدة الأمريكية ولد في روتشستر.
وهو عضو في الحزب الجمهوري .

## التعليم
تعلم في جامعة إنديانا، وجامعة إنديانا، وجامعة بايلور.